# Пролећна болорија
Пролећна болорија или пролећна седефица (лат. Boloria euphrosyne) врста је лептира из породице шаренаца (лат. Nymphalidae).

## Опис
Најпрепознатљивија је по изгледу доње стране задњег крила где се истичу само једно бело поље у низу жутих и уоквирена црна тачка. Налази се на шумским чистинама и влажним ливадама, обично на већој висини. Среће се у целој Европи, а локално може бити веома честа. Карактеристична једна бела мрља у низу жутих.

## Биљке хранитељке
Биљке хранитељке су биљке из рода љубичица (Viola spp.).